# Hisaichi Terauchi
Hisaichi Terauchi (寺内 寿一?, Terauchi Hisaichi; Prefettura di Yamaguchi, 8 agosto 1879 – Johor Bahru, 12 giugno 1946) è stato un generale giapponese.
Arruolatosi nell'esercito imperiale nel 1899, partecipò alla guerra contro l'Impero russo e viaggiò poi in Europa; fu quindi posto a capo della Guardia imperiale negli anni venti. Tenne vari comandi e nel 1935 avanzò al rango di generale, entrando poi nel Supremo Consiglio di Guerra. Fu nominato Ministro della Guerra nel 1936, dopo il fallito colpo di stato del 26 febbraio 1936, e preparò l'economia nipponica alla guerra contro la Cina nazionalista tentando al contempo di svincolare le forze armate dal controllo del governo civile.
Nel 1941 fu posto a capo dell'Armata di spedizione meridionale (Nanpo gun) che fin dall'8 dicembre mosse all'attacco delle colonie delle potenze occidentali nel Sud-est asiatico. Promosso al grado di Gensui, equivalente a quello di feldmaresciallo, nel giugno 1943, Terauchi non seppe però frenare le controffensive britanniche in Birmania e quelle statunitensi nell'Oceano Pacifico meridionale. Nell'aprile 1945 fu colpito da un ictus e ad agosto si rifiutò in un primo tempo di accettare la resa del Giappone. Dopo aver armato il movimento nazionalista indonesiano, fu ricoverato dai britannici in Malaysia, dove morì nel giugno 1946 per un secondo ictus.

## Biografia
Il conte Hisaichi Terauchi nacque nella prefettura di Yamaguchi l'8 agosto 1879, figlio del maresciallo campale conte Masatake Terauchi, all'epoca il primo governatore generale della Corea e nono Primo ministro del Giappone. Nel 1899 frequentò l'11º Corso dell'Accademia dell'esercito imperiale giapponese e dopo essersi diplomato prestò servizio durante la guerra russo-giapponese svoltasi tra il 1904 e il 1905: al termine delle ostilità entrò alla Scuola di Guerra, laureandosi nel 21º Corso nel 1909. Diventato addetto militare presso l'ambasciata giapponese a Vienna tra il 1911 e il 1913, effettuò studi militari in Germania, (1913-1914) e al suo rientro in patria divenne docente presso l'Accademia Militare. Ai primi di novembre del 1919, dopo la morte del padre, ereditò il titolo di Hakushaku ("conte" in lingua giapponese) nell'ambito del sistema nobiliare giapponese (kazoku). Nello stesso anno divenne colonnello e assunse il comando del 1º reggimento delle Guardia imperiale. Nel 1922 fu nominato Capo di Stato maggiore della Divisione Guardie imperiali e nel 1924 fu promosso al grado di general di brigata, assumendo il comando di una brigata di fanteria.

### Ministro della Guerra
Nel settembre 1926 fu coinvolto in un incidente ferroviario, quando un treno della Sanyō Main Line deragliò causando la morte di trentaquattro persone: Terauchi non rimase ferito. Nel 1927 divenne Capo di Stato maggiore dell'Armata di Corea (Chosen gun) stanziata in Corea. Promosso a generale di divisione nel 1929, fu assegnato al comando della 5ª Divisione di fanteria, posizione che tenne fino al 1932 quando fu trasferito alla testa della 1ª divisione fanteria; durante il 1934 assunse il comando delle truppe di stanza a Formosa riunite nell'Armata di Taiwan. Nell'ottobre 1935 fu promosso al rango di generale d'armata e divenne membro del Supremo Consiglio di Guerra, entrando a far parte della fazione politica militare detta Kōdōha. Dopo aver giocato un ruolo di primo piano nella soppressione del colpo di stato del 26 febbraio 1936, il 9 marzo fu scelto come Ministro della Guerra nel gabinetto presieduto dal primo ministro Kōki Hirota: la sua elezione fu in parte dovuta anche all'operato del generale Tomoyuki Yamashita, il quale informò Hirota e i suoi consiglieri che l'esercito riteneva gli uomini relativamente liberali, come Shigeru Yoshida, inadatti a ricoprire una simile carica e più indicati per il Ministero degli Esteri.

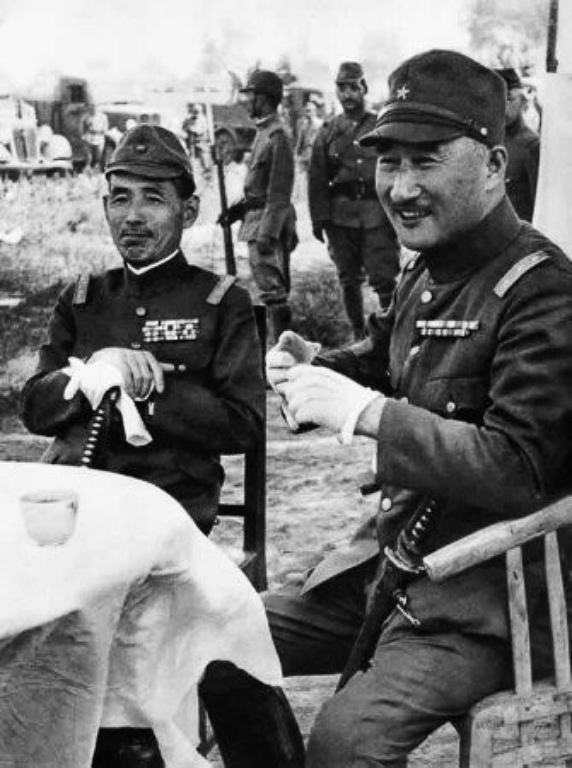
Il generale Terauchi al fronte in Cina nel 1938; alla sua destra si trova il generale Shunroku Hata

La nomina di Terauchi intensificò ulteriormente il conflitto latente tra l'esercito e i partiti politici civili presenti nella Dieta Nazionale del Giappone e costituì una nuova pietra miliare nell'assunzione del controllo del governo da parte dell'esercito. In seguito l'esercito fu in grado di far rispettare un accordo che prevedeva che solo gli alti ufficiali in servizio attivo potessero ricoprire la carica di Ministro della guerra, dando all'Alto comando dell'esercito un potere determinante sulle future nomine. Come Ministro della Guerra, Terauchi favorì un'economia pianificata con il controllo governativo sulle imprese e sul lavoro; sostenne anche la decisione di aderire al Patto anticomintern con il Terzo Reich e l'Italia fascista. Cercò inoltre di liberare l'esercito da ogni controllo parlamentare, mostrando il suo disgusto per i politici liberali. Il 22 gennaio 1937 Terauchi presentò le sue dimissioni a Hirota per protestare contro il rifiuto del Primo ministro di sciogliere la Camera dei Rappresentanti a favore di un partito unico di governo di difesa nazionale. Tali dimissioni provocarono la caduta del governo Hirota che fu sostituito da quello di Senjūrō Hayashi.

### Gli ultimi anni trenta
Dopo le sue dimissioni da Ministro della Guerra, Terauchi divenne Ispettore Generale delle Scuole Militari fino all'agosto 1937, quando gli fu affidato il comando dell'Armata regionale della Cina settentrionale (Kita Shina hōmen gun) impegnata nella seconda guerra sino-giapponese scoppiata a luglio. Diresse le operazioni belliche fino al 1938 e prima della fine dell'anno fu insignito dell'Ordine del Sol Levante di 1ª classe. Nel 1939 rappresentò l'esercito imperiale durante il congresso del partito nazista tenutosi a Norimberga.

### La seconda guerra mondiale

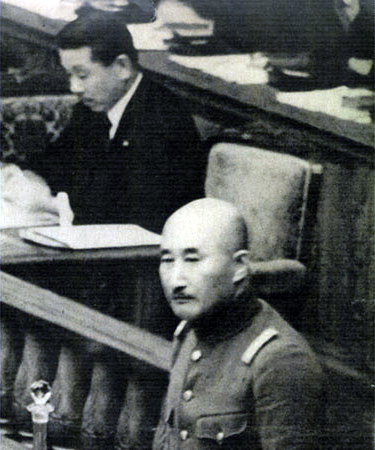
Il conte Terauchi e il Primo ministro Kōki Hirota in una seduta della Dieta giapponese

In vista dell'ingresso nella seconda guerra mondiale del Giappone, il 6 novembre 1941 Terauchi ricevette il comando dell'Armata di spedizione meridionale (Nanpo gun) e iniziò a elaborarne i piani offensivi con il Capo di Stato maggiore della marina, ammiraglio Isoroku Yamamoto. A seguito del devastante attacco di Pearl Harbor del 7 dicembre 1941, il Giappone invase una dopo l'altra le colonie europee e statunitensi nell'Oceano Pacifico occidentale e nel Sud-est asiatico: Terauchi operò in questo secondo teatro operativo, dirigendo le operazioni di conquista della Malaysia, delle Indie orientali olandesi, della Birmania e delle Filippine. Nel corso dei primi mesi di guerra fu estremamente critico nei confronti di molti dei suoi subordinati, in particolare verso il generale Masaharu Honma (accusato di eccessiva "cavalleria" verso i filippino-statunitensi) e del generale Hitoshi Imamura (aspramente ripreso per aver concesso troppa autonomia al governo fantoccio indonesiano); Terauchi inviò molti rapporti negativi a Tokyo e questo suo comportamento ebbe probabilmente un ruolo importante nella destituzione e pensionamento del generale Honma.
Il 15 febbraio 1942 trasferì il suo quartier generale nell'appena conquistata città di Singapore, poi nel maggio 1943 lo spostò a Manila nelle Filippine. Il 6 giugno fu elevato al rango onorifico di maresciallo campale. Frattanto era sorta una disputa con il suo suobordinato generale Tomoyuki Yamashita sulla strategia difensiva da applicare nelle Filippine, che criticò la ferma volontà del maresciallo di ricercare una battaglia aeronavale decisiva per salvare le isole: lo scontro aeronavale combattuto alla fine dell'ottobre 1944 si risolse con un disastro della marina imperiale giapponese e una schiacciante vittoria statunitense, che indebolì la difesa della grande isola settentrionale di Luzòn. Quando questa zona fu posta sotto la minaccia diretta di un attacco americano, il 15 novembre 1944 Terauchi pose il suo quartier generale a Saigon, nell'Indocina occupata.
Nel luglio 1944, con la caduta del gabinetto imperiale del generale Hideki Tōjō, era stata considerata la nomina di Terauchi a Primo ministro: questa opzione fu poi messa da parte e a Tōjō successe il generale a riposo Kuniaki Koiso.

### La resa del Giappone

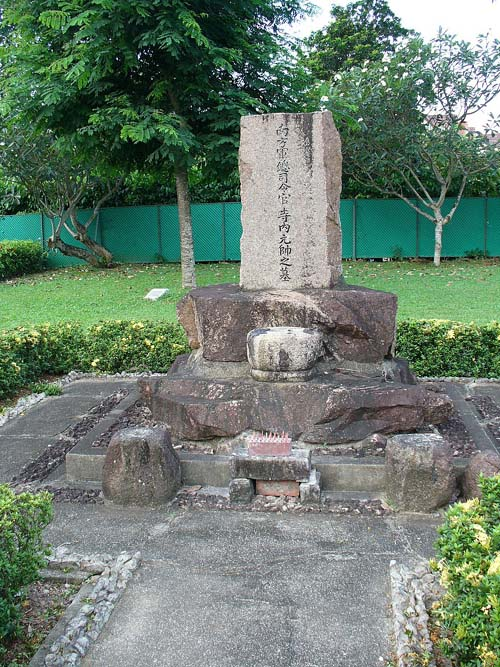
La tomba e il memoriale del maresciallo Terauchi, a Singapore

Il 10 aprile 1945, sottoposto a un grande stress in seguito alla perdita di varie isole delle Filippine e di Mandalay in Birmania, fu colpito da ictus, avvenimento che il suo Stato maggiore nascose al Gran Quartier Generale di Tokyo. Gli fu ordinato di recarsi nella capitale all'inizio dell'agosto 1945, ma la notizia della resa giapponese arrivò prima che potesse mettersi in viaggio; egli convocò quindi il capo nazionalista indonesiano Sukarno e gli annunciò l'indipendenza dell'Indonesia, ordinando subito dopo alle truppe giapponesi nell'arcipelago di consegnare le armi in eccesso al nuovo governo indonesiano. Terauchi ignorò la notizia della resa fino al 16 agosto 1945, quando ricevette il diretto ordine di arrendersi dall'imperatore Hirohito.
Il 12 settembre 1945 i 680 000 soldati giapponesi al suo comando, temporaneamente agli ordini del generale Seishirō Itagaki, si arresero agli anglo-statunitensi. Il 30 novembre Terauchi si arrese personalmente a Lord Louis Mountbatten a Saigon, consegnandogli la propria spada. Quando gli fu detto che era troppo debole per poter partecipare alla cerimonia di resa a Singapore, Mountbatten inviò il proprio medico a visitare Terauchi: il medico confermò le precarie condizioni del maresciallo e Mountbatten lo fece trasferire in un bungalow a Johor Bahru, in Malesia nel marzo 1946. L'11 giugno Terauchi ebbe una crisi di nervi dovuta a un tenente colonnello della Kempeitai che aveva minacciato di rivelare i crimini di guerra giapponesi agli Alleati: fu colpito da un secondo ictus che lo portò alla morte la mattina successiva. Il maresciallo Terauchi non fu mai fu processato per i crimini di guerra che furono comessi sotto il suo comando, quali il maltrattamento dei prigionieri impiegati come manodopera per la costruzione della strada ferrata tra Siam e Birmania (cosiddetta "ferrovia della morte") e neppure per l'ordine di eliminare tutti i prigionieri di guerra alleati presenti nell'area di sua responsabilità, qualora il Giappone fosse stato invaso.
La sua tomba si trova nel Japanese Cemetery Park a Singapore.

### La spada del generale
Terauchi pensava che l'esercito dovesse rimanere fuori dalla politica, intendendo forse che i politici non dovessero occuparsi dalle gestione dell'esercito. Sotto molti altri aspetti era un tipico, spietato, ufficiale dell'esercito giapponese, autocratico, razzista e xenofobo. Né gli americani né i suoi stessi commilitoni avevano molta considerazione di lui ma il suo Stato maggiore rimase impressionato dalla frugalità di un uomo così ricco. Il generale Yamashita fu invece di parere opposto e nel proprio diario scrisse che "... quel maledetto Terauchi vive nel lusso a Saigon, dorme in un letto comodo, mangia buon cibo e gioca a shogi", aggiungendo che "se ci sono due modi di fare qualcosa, il comando dell'esercito meridionale sceglie sempre quello sbagliato."
Quando Terauchi si arrese a Saigon nel 1945, consegnò a Lord Mountbatten la sua spada corta Wakizashi, un cimelio di famiglia. La spada era stata forgiata nel 1413 e oggi è conservata presso il Castello di Windsor. Tale cimelio fu quasi oggetto di un incidente diplomatico nel 1980, quando la Regina madre Elisabetta volle esporla durante una cena data in onore del principe ereditario del Giappone Naruhito. Solo l'intervento diretto delle regina Elisabetta II impedì che la spada fosse messa in mostra.